# 阿巴里斯
阿巴里斯（古希腊语：Ἄβαρις）希腊神话中，太阳神阿波罗的一个祭司的名字。
根据希腊神话，阿巴里斯是一个极北族人，生活在极北之地许珀耳玻瑞亚（极北族人是古希腊人想象中生活在色雷斯以北极远地方的人；因为北风之神玻瑞阿斯被认为生活在色雷斯，所以住在比北风神更北地方的人就被叫做Ὑπερβόρειος，意为“超过玻瑞阿斯的人”，即极北族人；其所住的地方叫Ὑπερβόρεα，“超过玻瑞阿斯的”，即极北之地。古希腊人认为在许珀耳玻瑞亚地区，太阳永远不落；这可能是指北极圈以内的极昼现象），其父叫修忒斯。阿巴里斯是一个知识渊博的贤者，因为他是阿波罗的祭司，这位神祇便赐予他先知的能力。后来他为了逃避瘟疫而离开了高加索附近的故乡。希罗多德说，阿巴里斯借助阿波罗赐给他的一支神箭周游世界，并且不用进食就能生存。本都的赫拉克利得斯解释了这支箭的功用：阿巴里斯可以骑在这支箭上飞，就像传说中女巫的扫帚一样。公元2世纪的旅行家保萨尼亚斯在其著作中写到，斯巴达的一座珀耳塞福涅神庙据说就是旅行中路过此地的阿巴里斯建造的。

## 资料来源
- 《神话辞典》，（苏联）M·H·鲍特文尼克等，统一书号：2017·304
- 《世界神话辞典》，辽宁人民出版社，ISBN 7-205-00960-X